# Diardia palliata
Diardia palliata är en insektsart som beskrevs av Ludwig Redtenbacher 1908. Diardia palliata ingår i släktet Diardia och familjen Diapheromeridae. Inga underarter finns listade i Catalogue of Life.